# Dino De Laurentiis
Agostino (Dino) De Laurentiis (Torre Annunziata, 8 augustus 1919 – Los Angeles, 10 november 2010) was een met een Oscar bekroonde Italiaanse filmproducent. Hij produceerde in totaal zo'n 150 films, waaronder films van Federico Fellini, Ingmar Bergman, David Lynch, Stephen King en Ridley Scott.
De Laurentiis studeerde aan de filmschool Centro Sperimentale di Cinematografia in Rome. De eerste film die hij produceerde was L'ultimo Combattimento (1940). Hij vestigde de productiemaatschappij Dino de Laurentiis Cinematografica in 1946. Toen zijn enorme filmstudio Dinocitta' Studios in financiële problemen kwam, verkocht hij de filmmaatschappij aan de Italiaanse regering en emigreerde naar de Verenigde Staten in 1970. Daar vestigde hij de De Laurentiis Entertainment Group, met haar eigen studio's in Wilmington (North Carolina).
In 2001 maakte de BBC een documentaire over hem, Dino De Laurentiis: The Last Movie Mogul. In deze documentaire kwamen onder andere Anthony Hopkins, Ridley Scott, David Lynch en Dino De Laurentiis zelf aan het woord.

## Films
Een selectie van de vele films geproduceerd door De Laurentiis:
| - Riso amaro (1948) - La strada (1954) - Le notti di Cabiria (1957) - La mariée était en noir (1968) - Barbarella (1968) - Waterloo (1970) - Serpico (1973) - Death Wish (1974) - Three Days of the Condor (1975) - King Kong (1976) - Ormens ägg (1977) - Ragtime (1981) - Halloween II (1981) | - Conan the Barbarian (1982) - Dune (1984) - Conan the Destroyer (1984) - Cat's Eye (1985) - Year of the Dragon (1985) - Blue Velvet (1986) - Manhunter (1986) - Army of Darkness (1993) - U-571 (2000) - Hannibal (2001) |

## Prijzen
De Laurentiis kreeg de Oscar voor beste buitenlandse film in 1957 voor Fellini's La strada. In 2003 kreeg hij de Irving G. Thalberg Memorial Award, een speciale Oscar voor producenten. Hetzelfde jaar ontving hij ook een speciale Gouden Leeuw op het Filmfestival van Venetië. Hij werd bekroond met een reeks David di Donatello's (de nationale Italiaanse filmprijs) en ontving een speciale David di Donatello-oeuvreprijs in 2006 ter gelegenheid van het 50-jarige jubileum van de Davids.
Twee door De Laurentiis geproduceerde films, Year of the Dragon (1985) en Body of Evidence (1993, met Madonna), werden genomineerd voor een Razzie voor slechtste film.

## Familie
Raffaella De Laurentiis, dochter van De Laurentiis en zijn eerste vrouw (actrice Silvana Mangano), is ook filmproducent; ze produceerde onder meer Dragon: The Bruce Lee Story en Sky Captain and the World of Tomorrow. Ook De Laurentiis' broer Luigi De Laurentiis en neef Aurelio De Laurentiis zijn filmproducenten; neef Aurelio is tevens voorzitter van de voetbalclub SSC Napoli. Dino De Laurentiis' kleindochter Giada De Laurentiis is een Italiaans-Amerikaanse chef-kok en televisiepersoonlijkheid in de VS.